# Finale del campionato NFL 1948
La finale del campionato NFL 1948 è stata la 16ª del campionato della NFL. La gara fu una riedizione della finale dell'anno precedente tra Chicago Cardinals, campioni della Western Division, e Philadelphia Eagles, vincitori della Eastern Division. Fu la prima finale del campionato NFL ad essere trasmessa in televisione. A causa di una violenta nevicata, gli addetti al campo ebbero bisogno dell'aiuto dei giocatori di entrambe le squadre per rimuovere la copertura del terreno di gioco. Dopo i primi tre quarti senza che fosse segnato alcun punto, la sfida fu decisa da un touchdown su corsa di Steve Van Buren nell'ultimo periodo. I Cardinals non avrebbero più fatto ritorno in finale fino alla stagione 2009, quando batterono gli stessi Eagles nella finale della National Football Conference, qualificandosi per il Super Bowl XLIII.

## Marcature
Primo quarto
Nessuna
Secondo quarto
Nessuna
Terzo quarto
Nessuna
Quarto quarto
Phil- Van Buren su corsa da 5 yard (extra point trasformato da Patton) 7–0 PHI